# Mukta Dutta Tomar

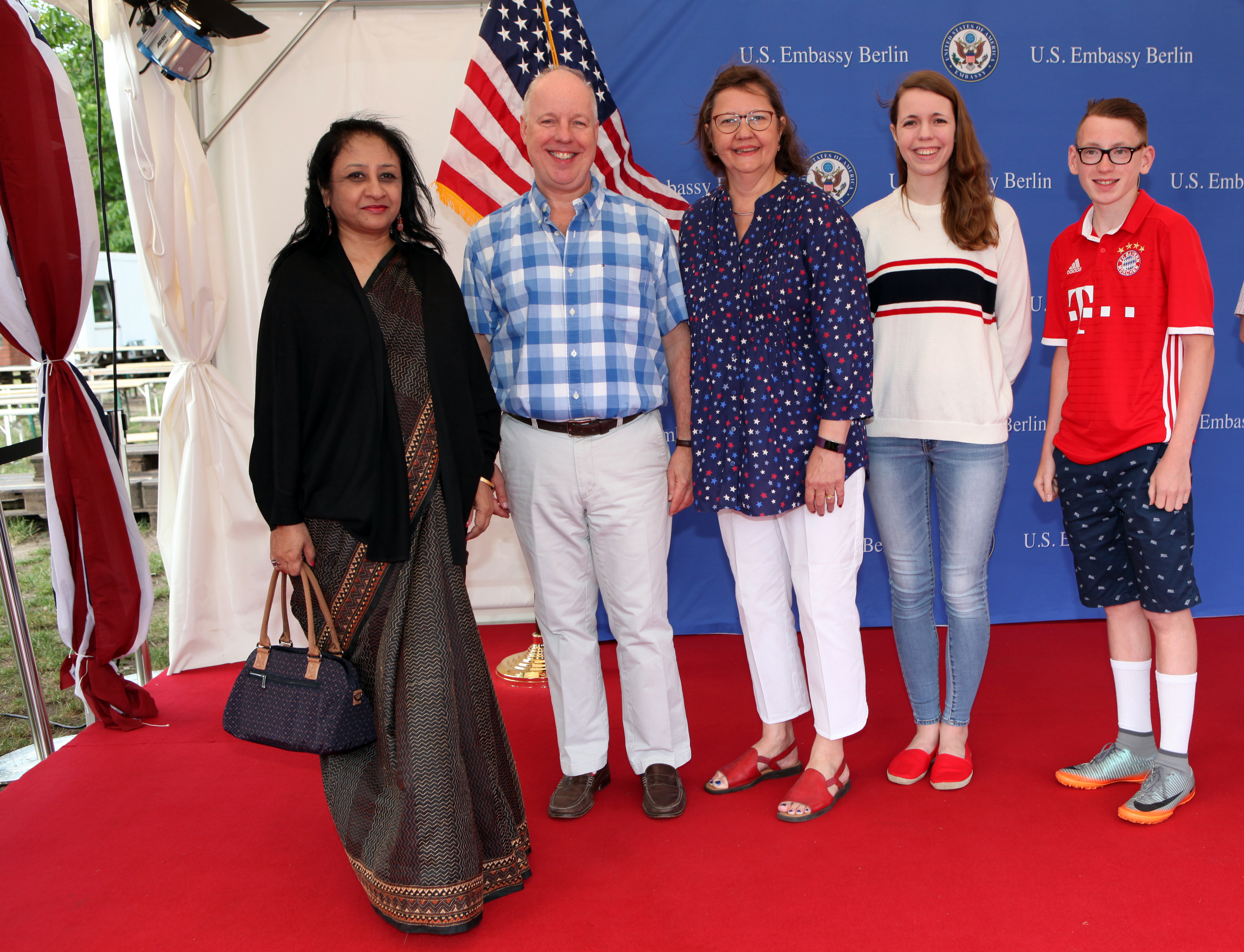
Die indische Botschafterin in der US-amerikanischen Botschaft in Berlin anlässlich des Jahrestags der amerikanischen Unabhängigkeit, 2017; mit Botschafter Kent Logsdon und seiner Familie

Mukta Dutta Tomar (* 4. Juni 1961) ist eine indische Diplomatin. Sie war von 2017 bis 2021 Botschafterin ihres Landes in der Bundesrepublik Deutschland mit Sitz in der Botschaft in Berlin.

## Leben
Tomar erhielt 1984 einen Hochschulabschluss an der Universität Kalkutta und trat anschließend in den indischen auswärtigen Dienst ein.
Mukta Tomar, geborene Dutta, ist mit dem Diplomaten Ashok Tomar verheiratet.
Sie spricht Englisch und Hindi.

## Karriere
Im Jahr 1984 übernahm Tomar diplomatische Aufgaben in den indischen Botschaften in Spanien (Madrid), Nepal (Kathmandu), Frankreich (Paris) und Myanmar (Rangun).
Dann wirkte sie in der Ständigen Vertretung Indiens bei den Vereinten Nationen
Danach wurde Tomar Stellvertreterin des Hohen Kommissars Indiens in Bangladesch und schließlich – von August 2010 bis Juli 2013 – Generalkonsulin Indiens in den USA (Chicago) mit dem Wirkungskreis für mehrere Bundesstaaten.
Zwischenzeitlich führte Tomar verschiedene Aufgaben im Ministerium für Auswärtige Angelegenheiten in Neu-Delhi aus, unter anderem in der Amerika-Abteilung und als Leiterin der Abteilung für Investitionen, Technologieförderung und Wirtschaft. Auch in Konsular-, Pass- und Visa-Angelegenheiten war sie tätig. Vor ihrer Berufung zur Botschafterin in Deutschland war Tomar zuletzt Additional Secretary in the Ministry of External Affairs of India.

## In Deutschland
Am 24. April 2017 überreichte Mukta Dutta Tomar dem deutschen Bundespräsidenten Frank-Walter Steinmeier ihre Ernennungsurkunde und zog in die indische Botschaft in Berlin ein. Sie trat damit die Nachfolge von Gurjit Singh an.
In Trier, vor dem Klostergebäude des Auguste-Viktoria-Gymnasiums (AVG), enthüllte Tomar am 13. Dezember 2018 zusammen mit dem Oberbürgermeister Wolfram Leibe eine von der indischen Kulturabteilung gestiftete Büste des früheren indischen Ministerpräsidenten Mahatma Gandhi. Die Büste wurde von dem indischen Bildhauer Ram Sutar geschaffen; sie ist ein Neuguss der früher für die Universität York geschaffenen Skulptur.
Ihr Nachfolger im Amt wurde im Dezember 2021 Harish Parvathaneni.